# Sulpicier
Sulpicius war das Nomen der gens Sulpicia (oder Sulpicii, deutsch Sulpicier), einer alten patrizischen Familie im römischen Reich. Das Cognomen Camerinus ist bis zum 4. Jhd. sehr häufig, später entwickelten sich die Zweige der Rufii und Galbae. Aus dem letzten Zweig stammte der römische Kaiser des Jahres 68.

## Bedeutende Namensträger
- Gaius Sulpicius Camerinus, Konsulartribun 382 v. Chr., Censor 380 v. Chr.
- Gaius Sulpicius Galba (Suffektkonsul 5 v. Chr.), römischer Politiker, Suffektkonsul 5 v. Chr., Vater des Kaisers Galba
- Gaius Sulpicius Galba (Konsul 22) († um 36), römischer Politiker, Konsul 22, Bruder des Kaisers Galba
- Gaius Sulpicius Galus (Konsul 243 v. Chr.), römischer Politiker
- Gaius Sulpicius Galus (Konsul 166 v. Chr.) († vor 149 v. Chr.), römischer Politiker
- Gaius Sulpicius Longus, Konsul 337 v. Chr., 323 v. Chr., 314 v. Chr.
- Gaius Sulpicius Paterculus, Konsul 258 v. Chr.
- Gaius Sulpicius Peticus, Diktator, vernichtete die Boier mit einer Speerwurf-Kriegslist, Konsulartribun 380 v. Chr., Konsul 364 v. Chr., 361 v. Chr., 355 v. Chr., 353 v. Chr., 351 v. Chr.
- Gaius Sulpicius Ursulus, römischer Offizier (Kaiserzeit)
- Publius Sulpicius Galba Maximus, Konsul 211 v. Chr., 200 v. Chr.
- Publius Sulpicius Quirinius, Konsul 12 v. Chr.
- Publius Sulpicius Rufus (Prätor 48 v. Chr.), Anhänger Caesars
- Publius Sulpicius Saverrio (Konsul 304 v. Chr.), römischer Politiker, Zensor 300 v. Chr.
- Publius Sulpicius Saverrio (Konsul 279 v. Chr.), römischer Politiker
- Quintus Sulpicius Camerinus, Konsul 9 n. Chr., Dichter
- Quintus Sulpicius Camerinus (Konsul 46), römischer Suffektkonsul 46 n. Chr.
- Quintus Sulpicius Camerinus Cornutus (Konsul 490 v. Chr.), römischer Politiker
- Quintus Sulpicius Camerinus Cornutus (Konsulartribun 402 v. Chr.), römischer Politiker
- Quintus Sulpicius Camerinus Praetextatus, Konsul oder Konsulartribun 434 v. Chr.
- Quintus Sulpicius Longus, Konsulartribun 390 v. Chr.
- Servius Sulpicius Galba (Pontifex) († 199 v. Chr.), römischer Ädil 209 v. Chr.
- Servius Sulpicius Galba (Prätor 187 v. Chr.), römischer Politiker
- Servius Sulpicius Galba (Konsul 144 v. Chr.) (um 194 v. Chr.–vor 129 v. Chr.), römischer Politiker
- Servius Sulpicius Galba (Konsul 108 v. Chr.), römischer Politiker
- Servius Sulpicius Galba (Prätor 54 v. Chr.) (93 v. Chr.?–nach 43 v. Chr.), römischer Politiker und Feldherr
- Servius Sulpicius Camerinus (Suffektkonsul 393 v. Chr.), Konsulartribun 391 v. Chr.
- Servius Sulpicius Camerinus Cornutus (Konsul 500 v. Chr.) († 463 v. Chr.), römischer Politiker
- Servius Sulpicius Camerinus Cornutus (Konsul 461 v. Chr.), römischer Politiker
- Servius Sulpicius Camerinus Rufus, Konsul 345 v. Chr.
- Servius Sulpicius Praetextatus, Konsulartribun 377, 376, 370 und 368 v. Chr.
- Servius Sulpicius Rufus (Konsulartribun), Konsulartribun 388 v. Chr., 384 v. Chr., 383 v. Chr., 377 v. Chr. (?)
- Publius Sulpicius Rufus, Volkstribun 88 v. Chr.
- Sulpicius Blitho, Quelle für Cornelius Nepos
- Servius Sulpicius Rufus, Konsul 51 v. Chr.
- Servius Sulpicius Similis, Präfekt von Ägypten 107 – 112, Prätorianerpräfekt 112 – 118
- Sextus Sulpicius Tertullus, Konsul 158
- Sulpicia die Ältere, Dichterin, Tochter von Servius Sulpicius Rufus
- Servius Sulpicius, erwähnt von Horaz als Autor von Liebesgedichten
- Titus Quinctius Crispinus Sulpicianus, Konsul 9 v. Chr.
- Galus Sulpicius (Suffektkonsul 4 v. Chr.)
- Publius Sulpicius Scribonius Proculus († 67), römischer Senator
- Galba, römischer Kaiser 68–69, vollständig Lucius Livius Ocella Servius Sulpicius Galba
- Sulpicia die Jüngere, Dichterin zur Zeit Domitians, von Martial gefeiert
- Sulpicia Lepidena, schrieb einen Brief an die Frau des Kommandanten von Vindolanda
- Quintus Sulpicius Maximus, † 94 n. Chr., jugendlicher Dichter, Teilnehmer am dritten agon Capitolinus
- Publius Sulpicius Lucretius Barba, Suffektkonsul 99
- Sulpicius Apollinaris, Gelehrter 2. Jahrhundert
- Sulpicius Alexander, spätantiker römischer Historiker, der im späten 4. Jahrhundert lebte
- Sulpicius Severus, Schriftsteller um 400

Sulpicius ist auch der Name zweier Erzbischöfe von Bourges:
- Hl. Sulpicius I. von Bourges, 584–591 Erzbischof von Bourges. Gedenktag: 29. Januar.
- Hl. Sulpicius II. von Bourges, 615–647 Erzbischof von Bourges. Gedenktag: 17. Januar.

Siehe auch: St-Sulpice de Paris (Kirche in Paris), dem Hl. Sulpicius II. von Bourges geweiht